# Ibn Warraq
Ibn Warraq (àrab: ابن وراق, Ibn Warrāq) és un escriptor d'origen indi que estudia l'islam des d'una perspectiva laica i que actualment viu als Estats Units. Es declara com un apòstata, és a dir algú que ha abandonat la creença en l'islam, i ha esdevingut un crític d'aquesta religió de la qual n'exposa la naturalesa suposadament opressiva i retrògrada.
"Ibn Warraq" és un pseudònim. Per la seva condició d'apòstata i de crític irreductible contra l'islam, ha d'amagar la seva identitat; per això tot el que explica de la seva vida és que va néixer el 1946 a Rajkot dins d'una família musulmana que en finalitzar el domini colonial britànic va emigrar cap al Pakistan; després, va estudiar a la Universitat d'Edimburg com a alumne de l'estudiós orientalista Montgomery Watt; allà és on va descobrir allò que ell considera la «naturalesa perversa» de l'islam i per això decidí abjurar-ne. Ibn Warraq ha fet estudis sobre els orígens de l'Alcorà i la vida de Mahoma, sovint amb un to polèmic que en la majoria de casos contradiuen la creença musulmana ortodoxa.

## Obres
- Why I Am Not a Muslim, Ibn Warraq, foreword by R. Joseph Hoffmann, Prometheus Books, 1995, hardcover, 428 pages, ISBN 0-87975-984-4
- The Origins of The Koran: Classic Essays on Islam's Holy Book, edited by Ibn Warraq, Prometheus Books, 1998, hardcover, 420 pages, ISBN 1-57392-198-X
- The Quest for the Historical Muhammad, edited and translated by Ibn Warraq, Prometheus Books, 2000, hardcover, 554 pages, ISBN 1-57392-787-2
- What the Koran Really Says: Language, Text, and Commentary, edited and translated by Ibn Warraq, Prometheus Books, 2002, 600 pages, ISBN 1-57392-945-X
- Leaving Islam: Apostates Speak Out, edited by Ibn Warraq, Prometheus Books, 2003, hardcover, 320 pages, ISBN 1-59102-068-9
- Defending the West: A Critique of Edward Said's Orientalism, Prometheus Books, 2007, hardcover, 300 pages, ISBN 1-59102-484-6
- Which Koran?: Variants, Manuscripts, and the Influence of Pre-Islamic Poetry , Prometheus Books, 2008, 631 pages, ISBN 978-1-59102-429-3
- Why the West is Best: A Muslim Apostate's Defense of Liberal Democracy, Encounter Books, 2011, 286 pages, ISBN 1-59403-576-8
- Sir Walter Scott's Crusades & Other Fantasies, Ibn Warraq, New English Review Press, 2013, paperback, 259 pages, ISBN 978-0-9884778-5-8
- Koranic Allusions: The Biblical, Qumranian, and pre-Islamic background to the Koran, Prometheus Books, 2013, 463 pages, ISBN 9781616147594
- Christmas in the Koran: Luxenberg, Syriac, and the Near Eastern and Judeo-Christian Background of Islam, edited by Ibn Warraq, Prometheus Books, 2014, hardcover, 805 pages, ISBN 978-1-61614-937-6